# Rhodophyta
Rhodophyta são popularmente conhecidas como "algas vermelhas", por apresentar coloração característica. Com mais de 7000 espécies, a maior parte das algas vermelhas é marinha (clima tropical e temperado), e aproximadamente 200 espécies são de água doce (águas frias, rasas e de correntezas fortes). As rodófitas em geral são pluricelulares e crescem junto a um substrato, existem também as formas pseudoparenquimatosas ou foliáceas, e formas macroscópicas, microscópicas filamentosas. A camada interna dessa algas é constituída de microfibrilas de celulose e a matriz amorfa é composta por polissacarídeos e mucilagens (ágar e carragenana) importantes para as indústrias farmacêutica e alimentícia. Diversos produtos muito comuns contém esses polissacarídeos: meio de cultura para microrganismos, cápsulas, supositórios, anticoagulantes, filme fotográfico, sabonete, creme para mãos, "gelatina vegana", cremes, geléias, maioneses, pudins, merengues, bebidas, etc).
Alguns representantes de Rhodophyta são capazes de depositar carbonato de cálcio ou aragonitas (Nemaliales) em suas paredes celulares o que as tornam muito resistentes com baixa flexibilidade. Esta flexibilidade se dá por meio de genículos, regiões entre dois nós. Estas características são observadas nos gêneros Corallina e Jania. São muito abundantes, ecologicamente importantes e podem formar grandes recifes de corais.
Os fósseis de plantas  mais antigos conhecidos na terra são algas vermelhas de 1,6 bilhão anos de idade.
Características celulares
Os cloroplastos destas algas são revestidos por duas membranas que constituem o envelope do cloroplasto, com um tilacóide por banda e foram originados pelo processo de endossimbiose primária. Os pigmentos fotossintetizantes são a clorofila a, ficobilinas, carotenóides e xantofilas. Existem relatos da ocorrência de clorofila d, porém tais relatos são hoje tidos como errôneos.
A presença de pigmento vermelho permite a estas algas sobreviver a maiores profundidades que as demais, uma vez que lhes permite absorver o comprimento de onda que penetra mais fundo nos oceanos.
Essas algas possuem conexões citoplasmáticas conhecidas como sinapses, que estão entre duas células adjacentes durante a divisão celular ou entre duas células de dois filamentos vizinhos que se conectam. Cada conexão é constituída de uma região central protéica chamada de rolha sináptica, revestida por uma membrana contínua com a membrana citoplasmática de duas células adjacentes. Estas não representam conexões verdadeiras entre o citosol e a célula, para que haja troca de substância, mas funcionam como pontos de fortificação que conferem resistência estrutural ao talo.
Tipos de Reprodução
Reprodução assexuada
A reprodução assexuada no grupo ocorre pela produção de monósporos, que germinam formando, por mitose, um talo igual ao da geração que lhe deu origem. Os monósporos são formados por células chamadas de monosporângios (um esporo produzido por cada esporângio). A fragmentação vegetativa do talo também pode ser uma estratégia de reprodução assexuada.
Reprodução sexuada
As Rhodophyta não apresentam células flageladas. Na reprodução sexuada, as espermácias (gametas masculinos) produzidas pelos espermatângios (órgãos sexuais masculinos) são passivamente carregadas pela correnteza até o órgão sexual feminino, chamado de carpogônio. O carpogônio consiste de uma porção basal dilatada e de uma porção alongada e fina, a tricógine, que recebe os gametas masculinos. Como os gametas são aflagelados existe uma probabilidade baixa de que uma espermácia alcance uma tricógine receptiva. Alguns mecanismos aumentam esta probabilidade: 1) As espermácias de algumas espécies apresentam apêndices que aumentam a sua superfície e permitem que sejam carregados a maiores distâncias pela correnteza. 2) A composição de carboidratos constituintes de parede das espermácias difere das encontradas em células vegetativas, aderindo-se somente a parede das tricógines.

## Taxonomia
As algas vermelhas são classificadas como Archaeplastida, juntamente com as Glaucophyta e as Viridiplantae (algas verdes e plantas).
Abaixo estão duas classificações publicadas válidas (a de 2008 está por validar), apesar de nenhuma ter de ser necessariamente utilizada, uma vez que a taxonomia das algas ainda está num estado de permanente mudança (tendo a classificação acima do nível de ordem recebido pouca atenção ao longo da maior parte do século XX).
Se alguém define o reino Plantae como significado de Archaeplastida, as algas vermelhas farão parte desse reino; se o reino Plantae for considerado estritamente como Viridiplantae, então as algas vermelhas poderão ser consideradas como possuindo o seu próprio reino ou parte do reino Protista. As classificações válidas abaixo incluem as rodófitas no reino Plantae.
| De acordo com o sintetizado por Lee (2008) | Sistema de classificação de acordo com Hwan Su Yoon et al. 2006 | Sistema de classificação de acordo com Saunders and Hommersand 2004 |
| --- | --- | --- |
| Domínio Eukaryota (Corticata) - Reino Chromalveolata Cavalier-Smith, 1998 - Filo Rhodophyta - Classe Rhodophytina - Ordens - Cyanidiales - Porphyridiales - Bangiales - Acrochaetiales - Batrachospermales - Nemaliales - Corallinales - Gelidiales - Gracilariales - Ceramiales | Reino Plantae Haeckel - Subreino Biliphyta Wettstein - Filo Rhodophyta Wettstein - Subfilo Cyanidiophytina subphylum novus - Classe Cyanidiophyceae Merola et al - Subfilo Rhodophytina subphylum novus - Classe Bangiophyceae Wettstein - Classe Compsopogonophyceae Saunders et Hommersand - Classe Florideophyceae Cronquist - Classe Porphyridiophyceae classis nova - Classe Rhodellophyceae Cavalier-Smith - Classe Stylonematophyceae classis nova | Reino Plantae Haeckel - Subreino Rhodoplantae - Filo Cyanidiophyta - Classe Cyanidiophyceae Merola et al - Filo Rhodophyta Wettstein - Subfilo Rhodellophytina - Classe Rhodellophyceae Cavalier-Smith - Subfilo Metarhodophytina - Classe Compsopogonophyceae Saunders et Hommersand - Subfilo Eurhodophytina - Classe Bangiophyceae Wettstein - Classe Florideophyceae Cronquist - Subclasse Hildenbrandiophycidae - Subclasse Nemaliophycidae - Subclasse Ahnfeltiophycidae - Subclasse Rhodymeniophycidae |

### Alguns gêneros de Rhodophyta vistos a olho nu
As algas foram colocadas sobre uma placa de petri.

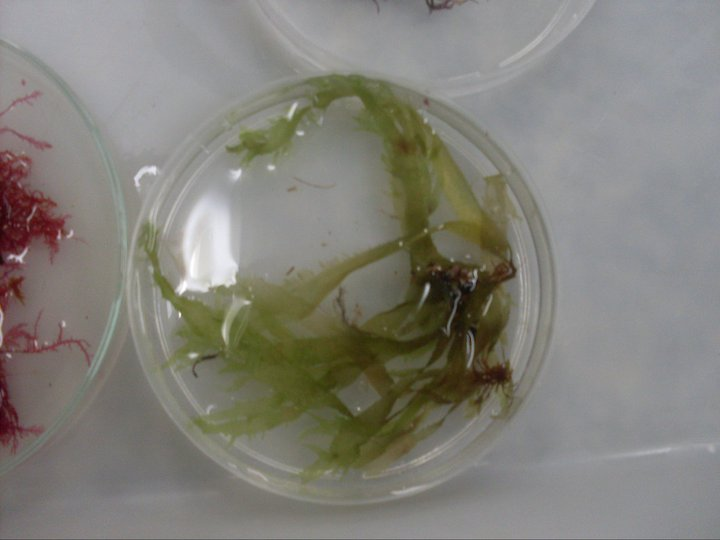
Grateloupia
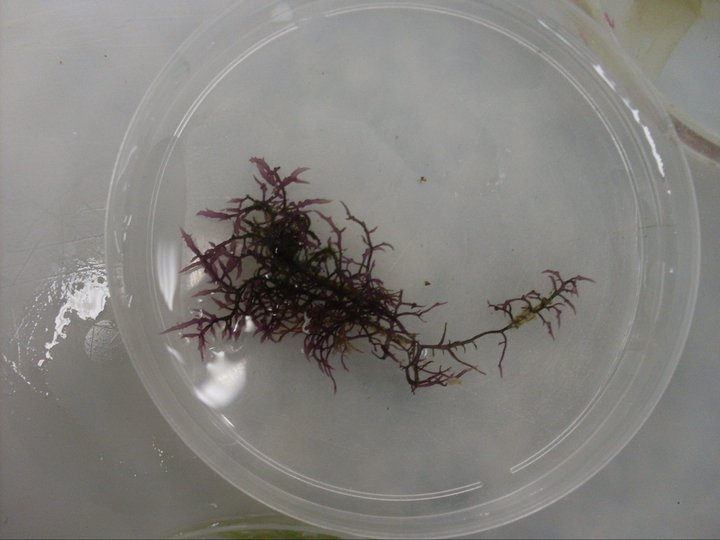
Chondracanthus
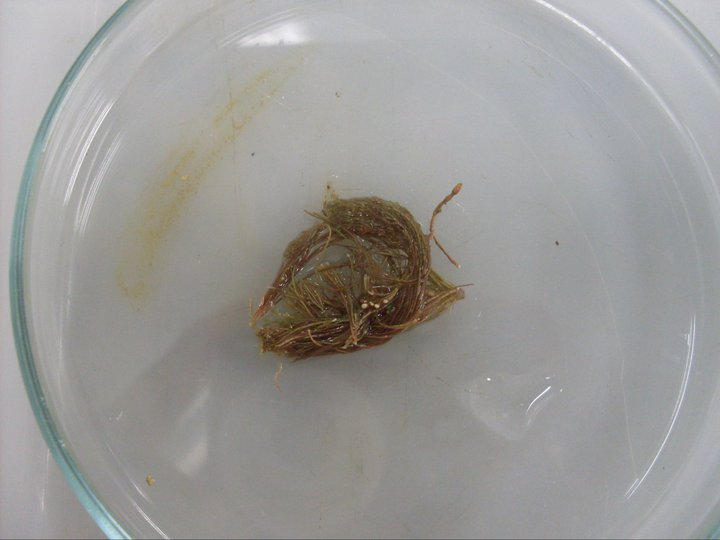
Jânia - Calcária
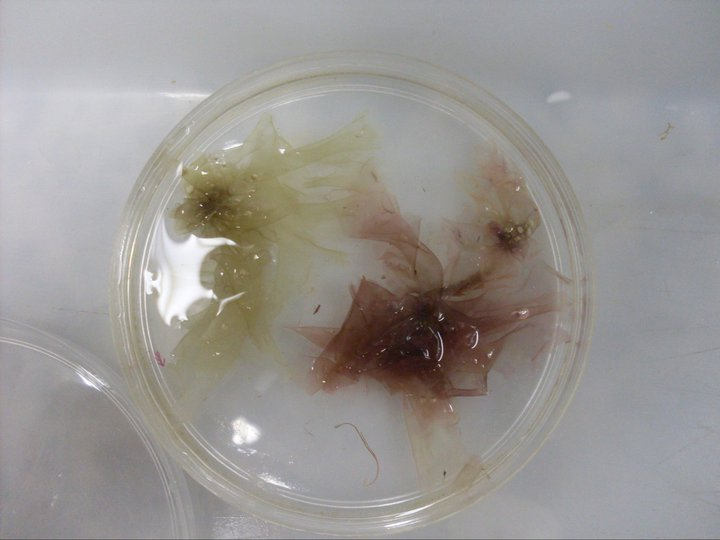
Porphyra
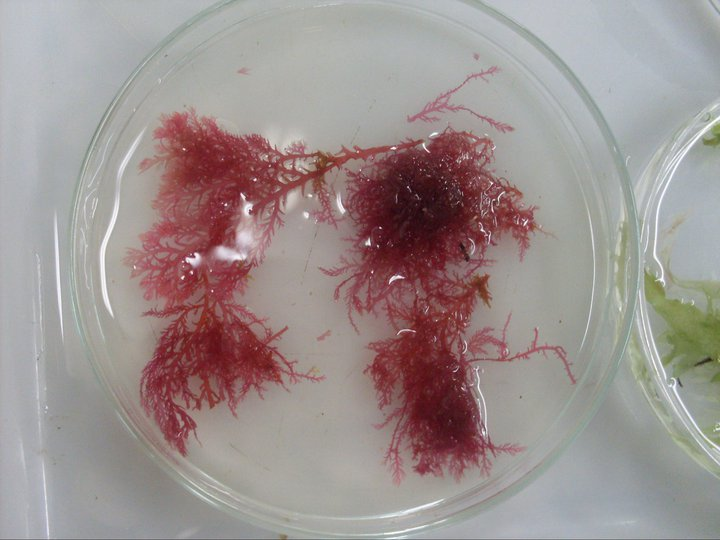
Ptilothamnion